# Goldene Himbeere 2011
Die Goldene Himbeere 2011 (engl.: 31st Golden Raspberry Awards) wurde am 26. Februar 2011, dem Vorabend der Oscarverleihung, im Barnsdall Gallery Theatre in Hollywood, Kalifornien vergeben.

## Preisträger und Nominierte
Es folgt die komplette Liste der Preisträger und Nominierten.
| Kategorien                                  | Preisträger und Nominierte                                                                       |
| ------------------------------------------- | ------------------------------------------------------------------------------------------------ |
| Schlechtester Film                          | Die Legende von Aang                                                                             |
| Schlechtester Film                          | Der Kautions-Cop                                                                                 |
| Schlechtester Film                          | Sex and the City 2                                                                               |
| Schlechtester Film                          | Eclipse – Bis(s) zum Abendrot                                                                    |
| Schlechtester Film                          | Beilight – Bis(s) zum Abendbrot                                                                  |
| Schlechtester Schauspieler                  | Ashton Kutcher – Kiss & Kill und Valentinstag                                                    |
| Schlechtester Schauspieler                  | Jack Black – Gullivers Reisen – Da kommt was Großes auf uns zu                                   |
| Schlechtester Schauspieler                  | Gerard Butler – Der Kautions-Cop                                                                 |
| Schlechtester Schauspieler                  | Taylor Lautner – Eclipse – Bis(s) zum Abendrot und Valentinstag                                  |
| Schlechtester Schauspieler                  | Robert Pattinson – Remember Me – Lebe den Augenblick und Eclipse – Bis(s) zum Abendrot           |
| Schlechteste Schauspielerin                 | Sarah Jessica Parker, Kim Cattrall, Kristin Davis und Cynthia Nixon – Sex and the City 2         |
| Schlechteste Schauspielerin                 | Jennifer Aniston – Der Kautions-Cop und Umständlich verliebt                                     |
| Schlechteste Schauspielerin                 | Miley Cyrus – Mit Dir an meiner Seite                                                            |
| Schlechteste Schauspielerin                 | Megan Fox – Jonah Hex                                                                            |
| Schlechteste Schauspielerin                 | Kristen Stewart – Eclipse – Bis(s) zum Abendrot                                                  |
| Schlechtester Nebendarsteller               | Jackson Rathbone – Die Legende von Aang und Eclipse – Bis(s) zum Abendrot                        |
| Schlechtester Nebendarsteller               | Billy Ray Cyrus – Spy Daddy                                                                      |
| Schlechtester Nebendarsteller               | George Lopez – Marmaduke, Spy Daddy und Valentinstag                                             |
| Schlechtester Nebendarsteller               | Dev Patel – Die Legende von Aang                                                                 |
| Schlechtester Nebendarsteller               | Rob Schneider – Kindsköpfe                                                                       |
| Schlechteste Nebendarstellerin              | Jessica Alba – The Killer Inside Me, Meine Frau, unsere Kinder und ich, Machete und Valentinstag |
| Schlechteste Nebendarstellerin              | Cher – Burlesque                                                                                 |
| Schlechteste Nebendarstellerin              | Liza Minnelli – Sex and the City 2                                                               |
| Schlechteste Nebendarstellerin              | Nicola Peltz – Die Legende von Aang                                                              |
| Schlechteste Nebendarstellerin              | Barbra Streisand – Meine Frau, unsere Kinder und ich                                             |
| Schlechteste Filmpaarung                    | Die gesamte Besetzung – Sex and the City 2                                                       |
| Schlechteste Filmpaarung                    | Jennifer Aniston und Gerard Butler – Der Kautions-Cop                                            |
| Schlechteste Filmpaarung                    | Josh Brolins Gesicht und Megan Fox’ Akzent – Jonah Hex                                           |
| Schlechteste Filmpaarung                    | Die gesamte Besetzung – Die Legende von Aang                                                     |
| Schlechteste Filmpaarung                    | Die gesamte Besetzung – Eclipse – Bis(s) zum Abendrot                                            |
| Schlechteste Neuverfilmung oder Fortsetzung | Sex and the City 2                                                                               |
| Schlechteste Neuverfilmung oder Fortsetzung | Kampf der Titanen                                                                                |
| Schlechteste Neuverfilmung oder Fortsetzung | Die Legende von Aang                                                                             |
| Schlechteste Neuverfilmung oder Fortsetzung | Eclipse – Bis(s) zum Abendrot                                                                    |
| Schlechteste Neuverfilmung oder Fortsetzung | Beilight – Bis(s) zum Abendbrot                                                                  |
| Schlechteste Regie                          | M. Night Shyamalan – Die Legende von Aang                                                        |
| Schlechteste Regie                          | Jason Friedberg und Aaron Seltzer – Beilight – Bis(s) zum Abendbrot                              |
| Schlechteste Regie                          | Michael Patrick King – Sex and the City 2                                                        |
| Schlechteste Regie                          | David Slade – Eclipse – Bis(s) zum Abendrot                                                      |
| Schlechteste Regie                          | Sylvester Stallone – The Expendables                                                             |
| Schlechtestes Drehbuch                      | Die Legende von Aang – von M. Night Shyamalan                                                    |
| Schlechtestes Drehbuch                      | Meine Frau, unsere Kinder und ich – von John Hamburg und Larry Stuckey                           |
| Schlechtestes Drehbuch                      | Sex and the City 2 – von Michael Patrick King                                                    |
| Schlechtestes Drehbuch                      | Eclipse – Bis(s) zum Abendrot – von Melissa Rosenberg                                            |
| Schlechtestes Drehbuch                      | Beilight – Bis(s) zum Abendbrot – von Jason Friedberg und Aaron Seltzer                          |

## Speziell für den Award kreierte Auszeichnung
| Kategorien                                    | Nominierte                               |
| --------------------------------------------- | ---------------------------------------- |
| Schlechteste Verwendung von 3-D in einem Film | Die Legende von Aang                     |
| Schlechteste Verwendung von 3-D in einem Film | Cats & Dogs: Die Rache der Kitty Kahlohr |
| Schlechteste Verwendung von 3-D in einem Film | Kampf der Titanen                        |
| Schlechteste Verwendung von 3-D in einem Film | Der Nussknacker                          |
| Schlechteste Verwendung von 3-D in einem Film | Saw 3D – Vollendung                      |